# 세르히 홀루비츠키
세르히 비탈리요비치 홀루비츠키(우크라이나어: Сергі́й Віта́лійович Голуби́цький, 러시아어: Серге́й Вита́льевич Голуби́цкий  세르게이 비탈리예비치 골루비츠키[*], 1969년 12월 20일 ~ )는 은퇴한 우크라이나의 플뢰레 펜싱 선수이다. 그는 3개의 다른 국가대표팀 일원이었는데, 1992년 이전에는 소련, 1992년에는 CIS, 그 이후로는 우크라이나 국가대표팀 일원이었다.
그는 1990년대에 시상대를 독점하다시피한 당대에 가장 성공적인 선수로 평가받으며, 유일한 결함은 올림픽 금메달을 획득하지 못한 것이다. 그의 아내는 독일인 카롤린 골루비츠키으로, 그녀 또한 플뢰레 펜싱 선수이다. 현재 홀루비츠키는 그의 아내를 코칭한다.